# Irfan Kolothum Thodi
Irfan Kolothum Thodi (né le 8 février 1990 à Keezhuparamba, district de Malappuram) est un athlète indien, spécialiste de la marche.

## Biographie
Irfan Kolothum Thodi naît dans une famille pauvre du district de Malappuram. Il découvre la marche athlétique au cours de sa scolarité. Il est Sepoy dans l'armée indienne.
Durant sa préparation pour les Jeux olympiques d'été de 2012, il n'est pas soutenu par sa fédération et doit acheter lui-même ses chaussures de sport. Le marcheur reçoit finalement une aide financière de l'acteur indien Mohanlal,. Thodi participe à la coupe du monde de marche 2012, qui se déroule à Saransk. Il obtient sa qualification pour les Jeux olympiques en réalisant un temps de 1 h 22 min 30 s sur le 20 kilomètres marche. À Londres, il finit dixième de l'épreuve du 20 km, établissant un nouveau record national en 1 h 20 min 21 s. Il se classe 5e lors des Jeux asiatiques de 2014 en 1 h 23 s 18.
Le 19 mars 2017, il marche le 10 km à Nomi en 39 min 55 s, son record personnel.

### Palmarès
| Date | Compétition     | Lieu    | Résultat | Épreuve      | Performance     |
| ---- | --------------- | ------- | -------- | ------------ | --------------- |
| 2012 | Jeux olympiques | Londres | 10e      | 20 km marche | 1 h 20 min 21 s |

### Records
| Épreuve      | Performance     | Lieu    | Date        |
| ------------ | --------------- | ------- | ----------- |
| 20 km marche | 1 h 20 min 21 s | Londres | 4 août 2012 |